# Якобсен, Йоуаннес
Йоуаннес Якобсен (фар. Jóannes Jakobsen; род. 25 августа 1961, Торсхавн) — фарерский футболист, футбольный тренер и певец.

## Футбольная карьера

### Клубная
Всю свою карьеру провёл на Фарерских островах, по большей части известен по выступлениям за «ХБ Торсхавн» (9-кратный чемпион страны в составе клуба).

### В сборной
Сыграл 25 игр за сборную, участвовал в легендарном победном матче против Австрии. Чемпион Островных игр 1989 года.

### Тренерская
Работал тренером команд Б68, Б36, «Клаксвик», «Торсхавн» и «Аргир». Ныне состоит в штабе сборной Фарерских островов.

## Дискография[3]

### Собственные альбомы
- Hvat bagir (1990)
- Royn tínar veingir (1995)
- Myrkursins gongumenn (1998)

### Совместные альбомы
- Vit herja á (1990)
- Reytt og svart (1993)
- Sangur til frælsi (2000)
- Hetta er eisini mítt land, M'as Blues Band (2001)
- Hetta er eisini mítt land II, M'as Blues Band (2003)
- Kyndil 50 ár (2006)

### Сборники
- Tólvti maður (1998)
- Alt, Kim Hansen (2005)